# Skalička (potok)
Skalička je potok v okrese Znojmo, levý a celkově nejdelší přítok Jevišovky. Délka toku činí 22,8 km a povodí má plochu 111 km².

## Průběh toku
Pramení v Jevišovické pahorkatině v polích východně od Medlic, teče nejprve na jihovýchod do obce Skalice, podle které má název. Zde vstupuje do Dyjsko-svrateckého úvalu a její údolí se otevírá. Pod Hostěradicemi se stáčí k jihu, napájí Oleksovický rybník a níže v Oleksovicích se obrací na západ. Obtéká Stošíkovice na Louce, přičemž mění směr znovu k jihu, a severně od Lechovic se vlévá do Jevišovky, naproti ústí Únanovky.

## Přítoky
Zleva: Trstěnický potok, Míšovický potok; zprava: bezejmenné přítoky z Višňového a Morašic

## Ochrana přírody
Nad Oleksovickým rybníkem se podél Skaličky prostírá přírodní památka Oleksovická mokřina.